# Žurkovo
Žurkovo je naselje u općini Kostrena, smješteno uz more i udaljeno 3,5 km zračne linije od Rijeke, a smješteno je u cijelosti uz more, proteže se od Vele Kave, pa preko plaže Perilo, tj. od uvale Žurkovo, sve do uvale Svežanj.  
Zbog svog položaja, uz more, lijepih plaža i dugačke šetnice, bogatog ugotiteljskog sadržaja, te relativne blizine Rijeke, Žurkovo je omiljena rekreacijsko-kupališna destinacija Riječana, a u njemu se odvija i bogata sportska aktivnost. Na vanjskom dijelu 
idilične uvale Žurkovo nalazi se „Galeb“, najveći i najslavniji jedriličarski klub na sjevernom Jadranu, a njemu nasuprot smješten je sportski kompleks s teniskim terenima. Nadalje, tu je ronilački klub, centar podvodnih i sportsko-ribolovnih aktivnosti, nedavno utemeljeni vaterpolo klub, te ostali razni manji oblici sportsko-rekreativnih sadržaja kao npr. boćanje, a na području Žurkova su se, u posljednje vrijeme, ustalila i triatlon natjecanja.
Zahvaljujući svom prirodnom položaju Žurkovo je od davnina poznato kao rasadište vrsnih pomoraca, poglavito kapetana, iz njega su na svjetska mora, gotovo uvijek u svojstvu zapovjednika broda, otiskivali mnogi ovdašnji mladići, a ta tradicija nije ugasla do danas. 
Baš vezano uz more i brodove, iako ne direktno u svojstvu pomorca, ime svog malog rodnog mjesta, Žurkova, širom svijeta pronio je Erazmo Tićac (20. svibnja 1904. – 1968.), glavni projektant prvog trgovačkog broda na atomski pogon Savannah. Na njegovoj rodnoj kući, koja se nalazi na samom moru, u uvali Žurkovo, postavljena je spomen-ploča koja podsjeća da je tu rođen čovjek koji je postao jedan od onih koji su uspjeli u tome da atomsku energiju iskoriste za dobrobit čovječanstva.